# Comté de Meade (Kentucky)
Pour les articles homonymes, voir Comté de Meade et Meade.
Le comté de Meade est un comté de l'État du Kentucky, aux États-Unis. Son siège est Brandenburg.

## Histoire
Le comté a été fondé le 17 décembre 1823 et nommé d'après James Meade.